# Inmigración brasileña en Paraguay
La inmigración brasileña en Paraguay es la segunda población más numerosa del mundo fuera de Brasil, y la mayor en América del Sur. Está conformada por los denominados brasiguayos quienes son brasileños y/o descendientes de brasileños, instalados en el territorio del Paraguay, generalmente en las zonas limítrofes con Brasil, especialmente en los departamentos de Canindeyú y Alto Paraná, al sureste de Paraguay. 
Aunque es difícil precisar su número exacto, estimaciones recientes en la década de 2010 suelen fluctuar de 350.000, a 600.000, la cifra de brasileños y sus descendientes en el país. Son en su mayoría agricultores, y son la comunidad extranjera más numerosa de Paraguay. 
La mayoría está asentada hacia el este del país, en las zonas fronterizas al Brasil, como los departamentos de Amambay, Alto Paraná y Canindeyú, donde cuentan con importantes asentamientos y conforman cerca del 10% de la población de estos departamentos. También se asientan al este de Caaguazú, norte de Itapúa, norte de Caazapá, partes de Concepción y también partes de Gran Asunción, entre otros.
Respecto de la palabra brasiguayos, es empleada para describir a los hijos de pioneros brasileños nacidos en territorio paraguayo. El uso de este término divide tanto a investigadores como a la opinión pública, pues mientras algunos consideran que los brasiguayos tienen identidad brasileña y parte importante de sus actividades económicas son funcionales a la economía brasileña, otros señalan que son ciudadanos paraguayos con derecho pleno, aunque se expresen en el idioma de sus padres y aún practiquen la cultura brasileña antes que la paraguaya.

## Historia
En el año 1943 no vivían más de 500 agricultores brasileños de todo el Paraguay. Entre 1950 y 1970 el porcentaje de brasileños en la población paraguaya se mantuvo constante entre el 3 y el 4 por ciento. 
A partir de 1970 comenzó la inmigración masiva de los brasileños, la mayor parte del estado de Paraná. Esto se debió a que con la construcción de la planta hidroeléctrica de Itaipú, muchos campesinos perdieron sus propiedades, invadidas por la superficie del agua que generó la presa. 
Una vez que recibieron la correspondiente indemnización, suficiente para comprar tierras en Brasil, miles de ellos optaron por desplazarse al vecino Paraguay, donde la tierra costaba cerca de ocho veces más barato. Por otra parte, en 1967, el gobierno paraguayo abolió una ley que prohibía la compra de tierras por extranjeros en el rango de 150 kilómetros de sus fronteras. 

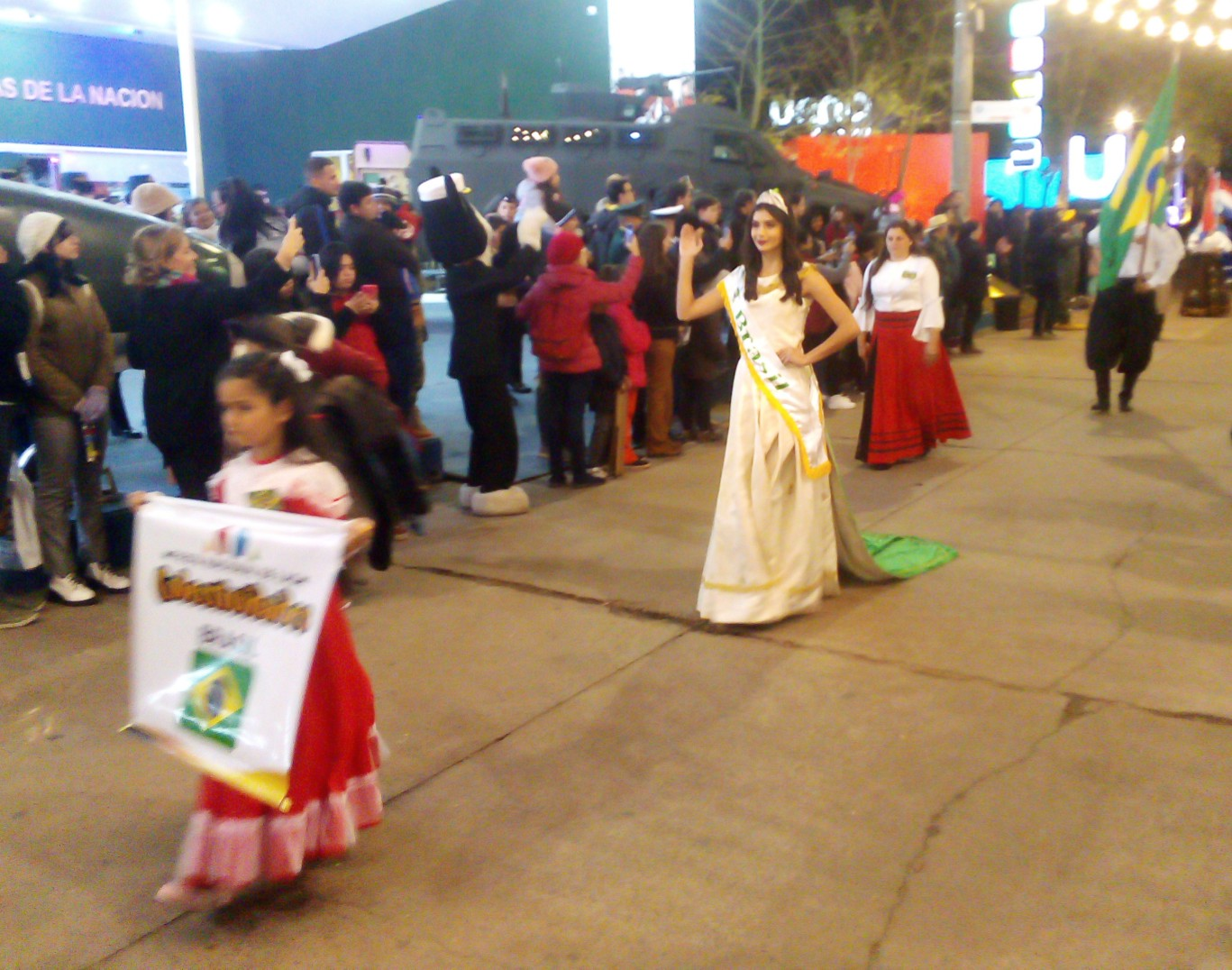
Reina de la colectividad brasileña en la Expo 2023.

Un factor adicional para estimular la migración de Paraná fue la creciente mecanización de la producción de soja en ese estado, lo que resultó en la concentración de grandes extensiones de plantaciones de propiedad de las grandes empresas. Los pequeños agricultores en Brasil luego buscaron más tierra más barata a través de la frontera. 
Además de que los agricultores brasileños eran expulsados por la gran agricultura empresarial y el precio de la tierra, tanto los gobiernos de Brasil y Parguay propiciaban la migración brasileña con pactos políticos y acuerdos jurídicos y económicos.
Así, la primera ola migratoria brasileña que se derramó en los años de 1960 en los departamentos de Alto Paraná, Canindeyú y Amambay fue extraordinariamente estimulada por el apoyo de los estados, y la segunda y tercera olas ya derramaron (1970-80) a miles y miles de brasileños en territorio paraguayo.
Promovidas por las empresas inmobiliarias brasileñas que loteaban y vendían el este paraguayo, llegaron primero los desmontadores de bosques, luego los agricultores, comerciantes y transportistas. En 30 años, de 1960 a 1990, los colonos brasileños sumaban aproximadamente 400 mil en el Paraguay.

## Los números de la inmigración

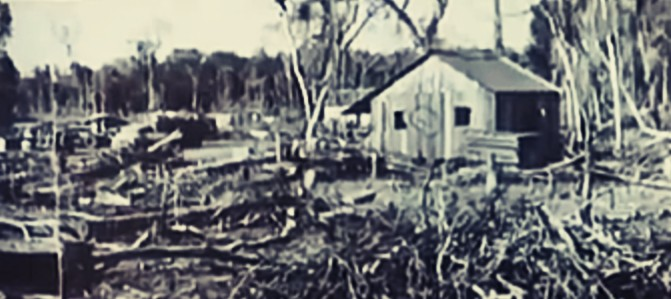
Así de precarias fueron las primeras viviendas de los inmigrantes en Santa Rosa del Monday, Alto Paraná.

Con relación al número de inmigrantes brasileños al Paraguay existe muy bajo consenso, ya que las cifras han sido manejadas con diferentes criterios y con bases empíricas diferentes.

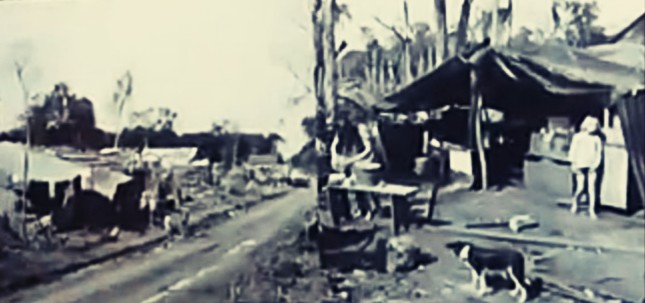

Lo que parece quedar en claro, después de las consultas realizadas con distintas fuentes, es que tanto las ONG como el periodismo, los líderes políticos, sociales, la Iglesia e incluso miembros de la Administración gubernamental tienden a elevar los números. Inversamente, los registros censales y migratorios constatan cifras inferiores.
Las estimaciones cuantitativas han sido expresadas en diversos trabajos. Para algunos, la cantidad estaría entre los 250 y 300 mil. Según otro autor, durante dos décadas, cerca de 250 mil medianos y pequeños productores agrícolas emigraron al Paraguay, totalizando en 1986 la cantidad de 350 mil, un 33% de los cuales serían “gaúchos” (personas de Río Grande del Sur).
Otra autora estima que en 1975 eran 40 mil los brasileños y que en 1984 ya eran 400 mil. En la II Reunión del Grupo de Cooperación Consular Paraguay-Brasil, realizada en octubre de 1985 en Brasilia, las delegaciones presentes no tenían datos confiables sobre los brasiguayos, sino contradictorios.
Las fuentes consulares brasileñas hablaban en esa Reunión de una cantidad que iba de 400 a 450 mil migrantes. Una estimación que fue posteriormente reducida. Considerando a los que han retornado a su país, la cifra que se maneja hoy es de un poco más de 300 mil migrantes de origen brasileño.

## Relación con la sociedad nacional
La construcción del Puente de la Amistad (1962 ), sobre el río Paraná, que conecta Ciudad del Este (Paraguay), con Foz de Iguazú (Brasil), la hidroeléctrica Acaray (1966), así como también, el tratado de Itaipú, firmado entre Paraguay y Brasil en el año 1973, significó el ingreso de un flujo importante de divisas al país, dándose lo que algunos autores llaman la mayor colonización agrícola de esta mitad de siglo, con los asentamientos de brasileños y otros en la frontera del este.

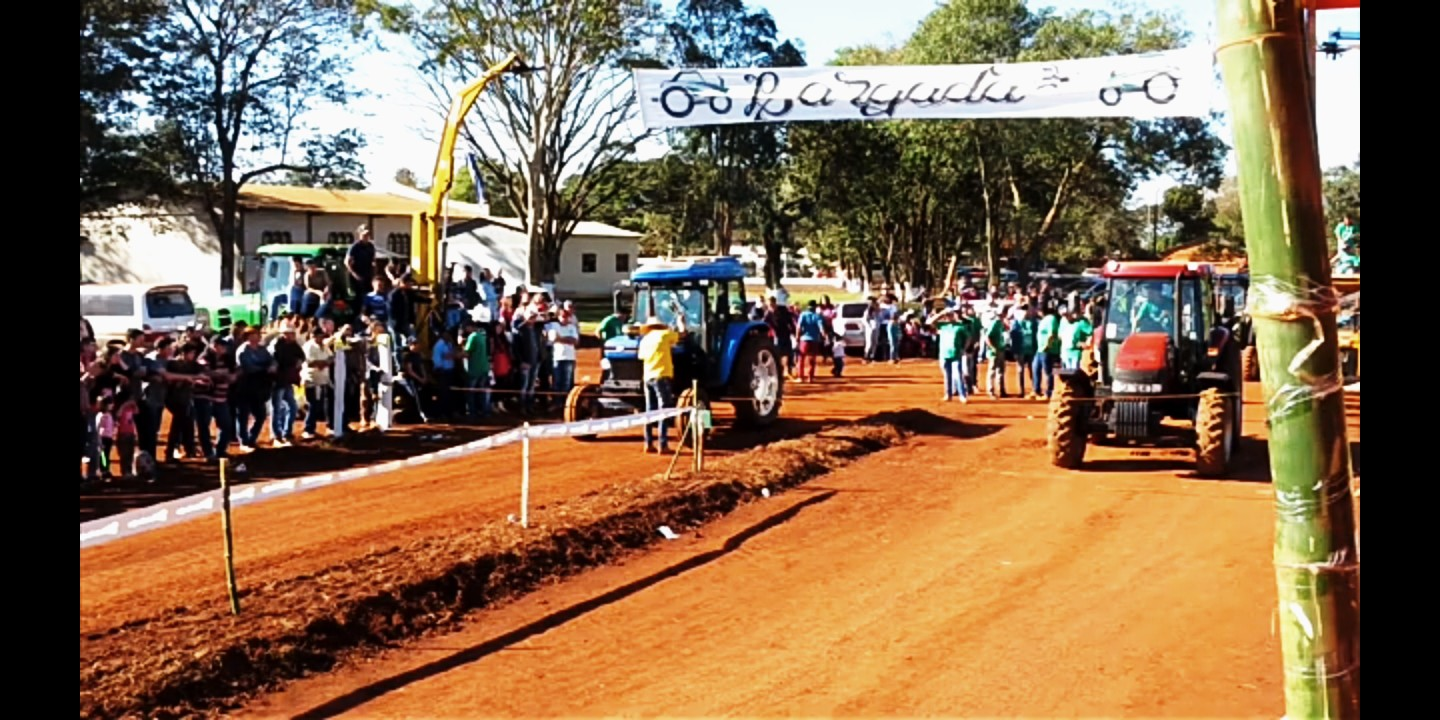
Arrancada de tractores en General Díaz, Alto Paraná.

Además, se firmó el Tratado de Amistad y Cooperación (1975), donde se inscribe la venta masiva de tierras paraguayas a colonos brasileños. Se consolidaron varios acuerdos comerciales subregionales, como el Tratado de Libre Comercio (ALCA), o el Mercado Común del Sur (MERCOSUR), que influyeron en el intercambio de bienes y servicios entre países de la región, contribuyendo a que varias zonas limítrofes ofrecieran ventajas de intercambio comercial y generaran oportunidades de trabajo, especialmente en Ciudad del Este, fronteriza al Brasil, situada en la llamada “triple frontera”, que desarrolla una intensa movilidad de la fuerza de trabajo y del comercio con el Brasil.
La relación de los grupos migrantes brasileños con la sociedad nacional paraguaya implicó diferentes procesos en materia de tierras, intercambio comercial e integración nacional. En lo primero, los mismos se vieron beneficiados de enormes ventajas de acceso a la tierra en Paraguay, con un Estado que patrocinó directamente la colonización en un primer momento y que, en un segundo momento, incentivó su expansión a través de bajos impuestos sobre la propiedad agrícola, la nula defensa de una franja territorial nacional y soberana así como los beneficios a la exportación de los rubros agrícolas que los grupos inmigrantes producen, sean estos financieros directos, fiscales (la baja tasa a la exportación de materias primas) como cambiarios.
Las ventajas del acceso a la tierra, se expresan en un sistema productivo de alta capitalización, patrocinado por el Estado brasileño y favorecido por el Estado paraguayo, de modo que los migrantes brasileños cuentan con enormes ventajas de su instalación en el país, sin recibir mayores obligaciones respecto de la sociedad de acogida. En términos de la interacción entre migrantes y la sociedad nacional, la desigualdad es la manifestación más palmaria.
De este modo, la integración económica se orienta al fortalecimiento de la economía brasileña con la connivencia de la desidia del Estado paraguayo. Los grupos migrantes destinan su producción al mercado de su país de origen (Brasil) generando una dinámica favorable para 19 dicho país sin dejar mayores beneficios a la sociedad paraguaya. 

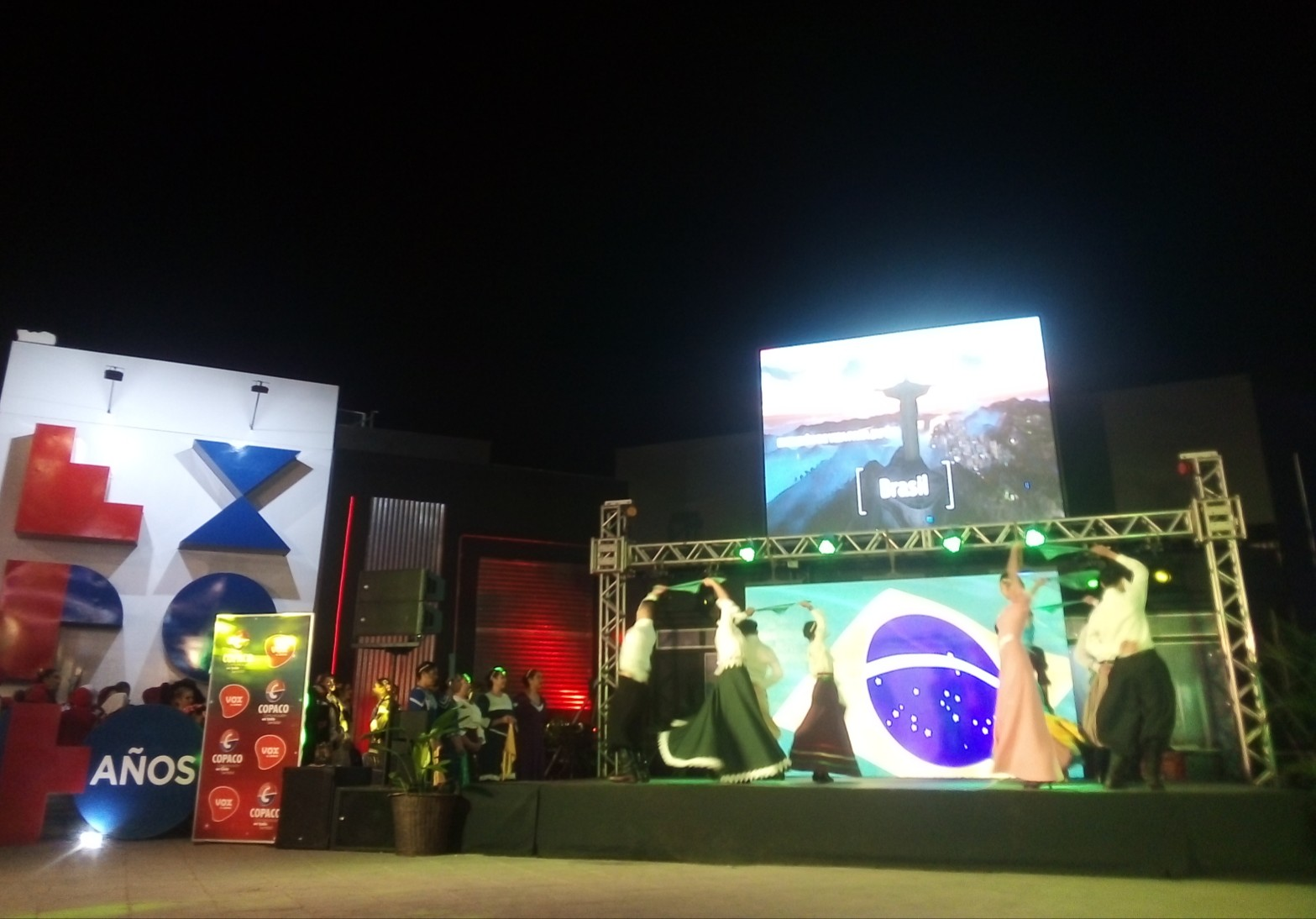
Presentación de la colectividad brasileña de Hohenau.

Esto a su vez se traduce en una baja integración cultural, que promueva derechos y obligaciones en términos de la cooperación social con el país de acogida. Con las bajas tasas de contribución fiscal, con la política de subsidio a la exportación de productos agrícolas en bruto que aplica el Estado paraguayo, y con el menor precio relativo de acceso a la tierra (sobre la cada vez mayor presión sobre campesinos criollos paraguayos) se genera un proceso de expansión progresiva de los grupos brasileños en territorio paraguayo (lo que Marcos Glauser denomina "extranjerización"). Este proceso trae serios problemas de soberanía al Estado paraguayo, como resultado de su acción directa o su desidia en políticas de colonización agraria y de ordenamiento territorial. 
En términos de integración, dichas poblaciones buscan con ímpetu integrarse a las regiones brasileñas colindantes con la región este del Paraguay más que integrarse a la sociedad nacional paraguaya. De este modo, el modelo económico de producción agrícola de dichos grupos migrantes, que además de verse favorecido de un Estado nacional obsecuente, promueve a su vez la configuración de verdaderos enclaves culturales, es decir, islas de culturas, sistemas de cooperación, intercambio e identidades, sin posibilidad de asimilación mutua con las poblaciones locales paraguaya y dejando poco espacio para la construcción de un sentido de pertenencia a una misma comunidad política basado en el patrimonio cultural e histórico que una nación debería promover y salvaguardar.
La relación de tensión entre los migrantes y la sociedad nacional, en los años de la transición democrática (1989-2012) en Paraguay, se vio alimentada por la extensión de la desigualdad económica y social entre estos grupos y los grupos criollos, que además de verse despojados de sus tierras y condiciones de producción, también se vieron debilitados en sus condiciones de reproducción como resultado del avance del modelo productivo de los migrantes, alentados y favorecidos por grupos económicos locales y el mismo Estado.

### Identidad

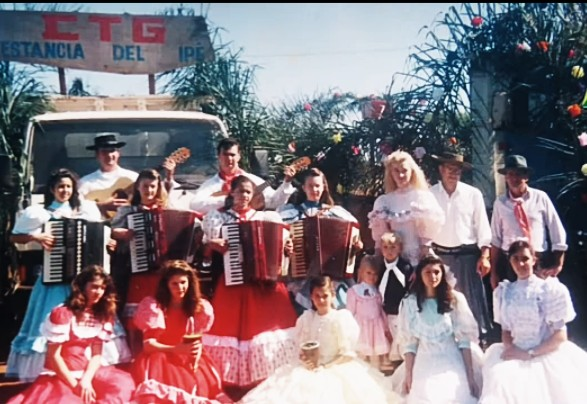
Grupo de danzas gaúchas en los años 90.

Se denominan brasiguayos (en portugués: brasiguaios) a los hijos de agricultores brasileños nacidos en Paraguay.
Este término se originó a partir de la unión de las palabras brasileño y paraguayo. Generalmente se lo emplea para referirse a los inmigrantes brasileños y sus descendientes establecidos en el territorio de la República del Paraguay, especialmente en las zonas fronterizas con Brasil, sobre todo en los departamentos del Alto Paraná, Amambay, Canindeyú, Caaguazú, Caazapá e Itapúa, en el sureste del país.
Las últimas investigaciones realizadas en Brasil, demuestran el uso de este término también por los brasileños que regresaron de Paraguay.

## Principales asentamientos

### Amambay
- Pedro Juan Caballero

### Alto Paraná
- Ciudad del Este
- Domingo Martínez de Irala
- Dr. Raúl Peña
- Hernandarias
- Iruña
- Itakyry
- Los Cedrales
- Mbaracayú
- Minga Porá
- Naranjal
- Ñancunday
- San Alberto
- San Cristóbal
- Santa Fe del Paraná
- Santa Rita
- Santa Rosa del Monday
- Tavapy

### Caaguazú
- Dr. J. Eulogio Estigarribia
- Mcal. Francisco S. López
- Nueva Toledo
- Raúl Arsenio Oviedo
- Tembiaporá

### Caazapá
- Abaí (colonia Tupãrendá)

### Canindeyú
- Corpus Christi
- Curuguaty
- Katueté
- La Paloma
- Nueva Esperanza
- Villa Ygatymí

### Concepción
- Azotey
- Paso Barreto
- Sgto. José Félix López

### Itapúa
- Carlos Antonio López (colonia Kressburgo)
- Mayor Otaño
- San Rafael del Paraná (colonia Naranjito)
- Tomás Romero Pereira

## Personas destacadas
- Livio Abramo: artista plástico.

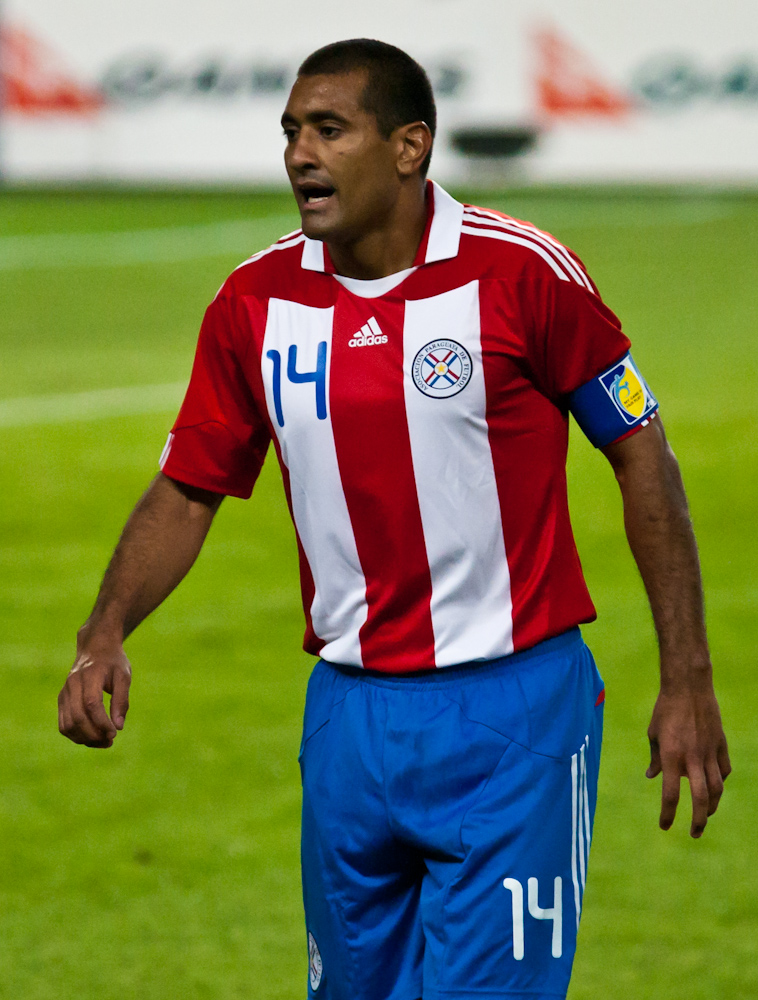
Paulo Da Silva, con la casaca de la Selección Paraguaya de Fútbol.

- William Beacker: periodista y actor.
- Raúl Casal Riveiro: vicepresidente de la República (1932-1936).
- Rubén Darío Da Rosa: periodista y relator deportivo.
- Paulo Da Silva: futbolista.
- Abelardo de Paula Gomes: escritor.
- Manuel Ferreira: empresario y dirigente deportivo.
- Simone Freitag: miss Paraguay 2016.
- Rogerio Leichtweis: futbolista
- Paulo Metello: actor de teatro.
- Mónica Mariani Pascualotto: miss Paraguay 2012.
- Robert Piris Da Motta: futbolista.
- Rodrigo Teixeira: futbolista.